# 聖路加堂 (花蓮市)

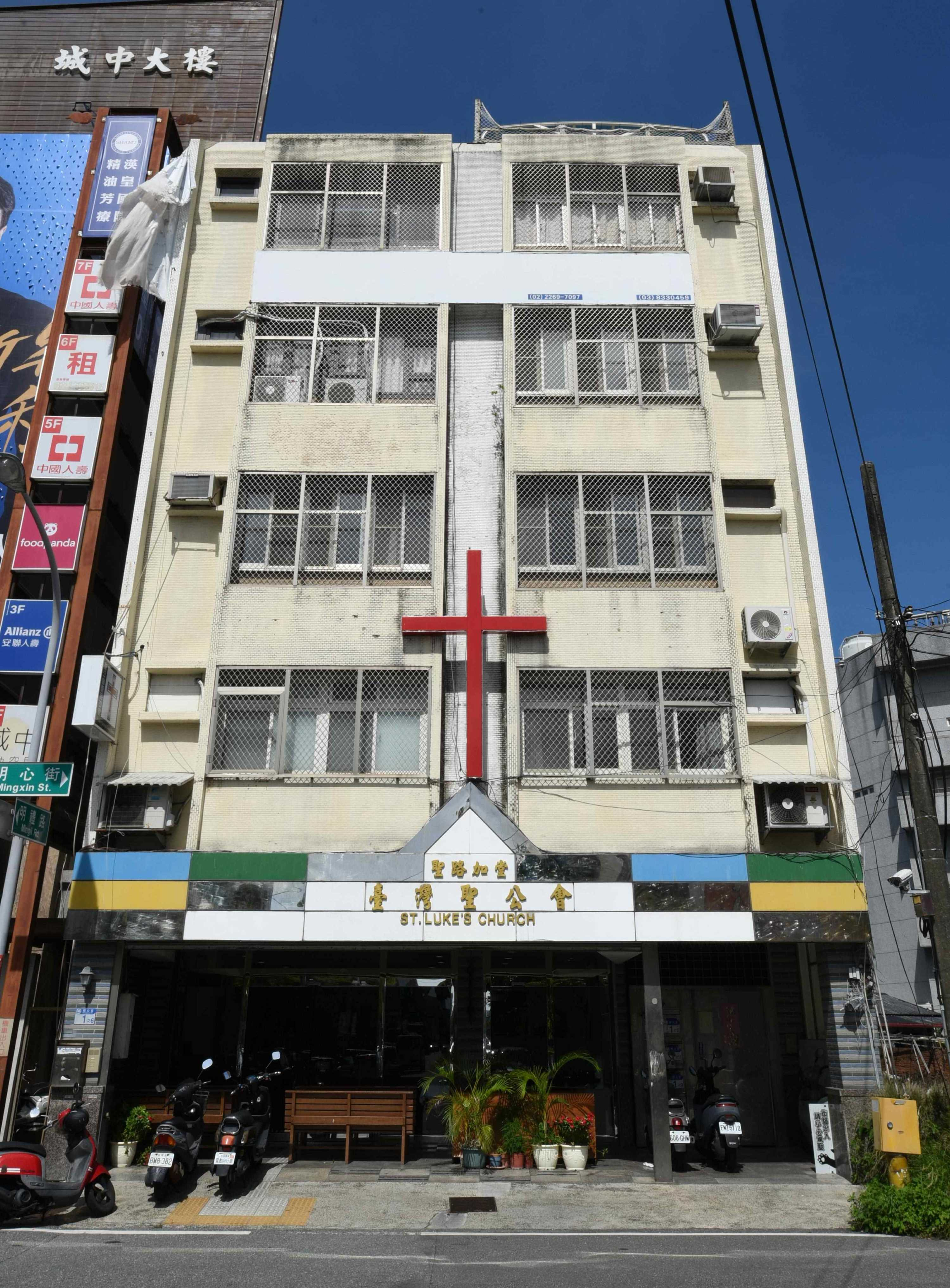
聖路加堂（台湾・花蓮市）の外観

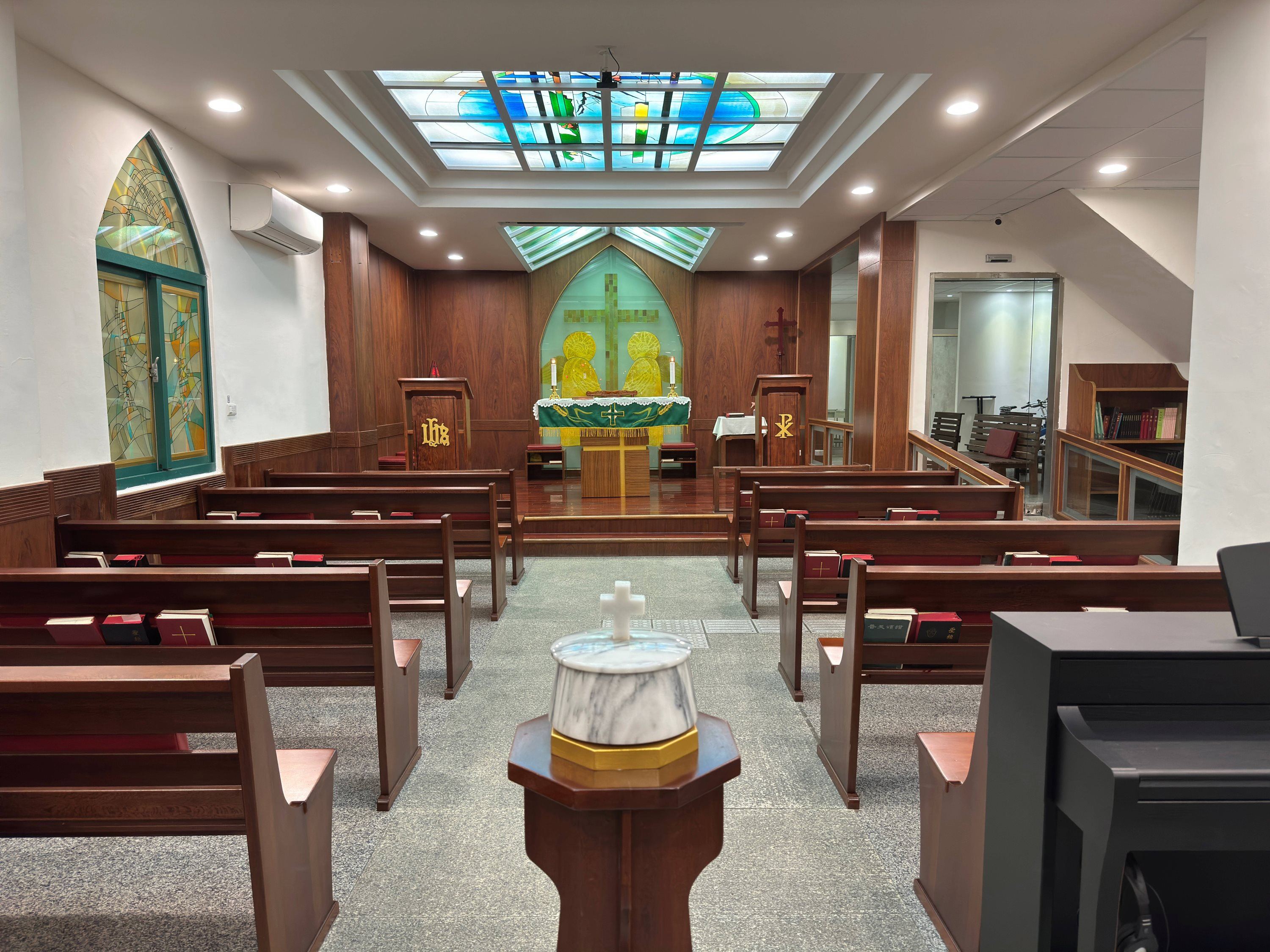
聖路加堂の内部

聖路加堂（せいろかどう、中国語: 花蓮聖路加堂、英語: Saint Luke's Church, Hualien）は、台湾・花蓮市明心街1之6号にあるプロテスタント教会である。台湾聖公会に所属する。

## 概要
聖路加堂は、始め花蓮市福建街にある民家を借りて、1977年11月30日の聖アンデレの日に、台湾聖公会の2代目主教である龐徳明主教によって奉献された教会である。聖路加は新約聖書の『ルカによる福音書』および『使徒言行録』の著者を指す。
1981年11月、新しい教会堂が明心街1ー6号に落成し、聖別式が行われた。1990年代には、近くのタロコ渓谷の石切り場で働くフィリピン人労働者のためにも、英語礼拝も行っていた。1999年2月から陳宏行司祭が牧師として二度目に来てすぐ、３階にあった礼拝堂を１階に移し、入口をガラス張りにして、通りから気軽に入れるようにした。祭壇はカラーガラスを使い復活の十字架にし、天井もカラーガラスでモダンな明るい内装に変えて。またベストリー（準備室）を丁度マルチメディア制御室のように変えて、映写スクリーンも電動で降りるようにした。
花蓮地区は度々地震に見舞われているが、特に2018年2月の花蓮大地震では、多くの人的・物的に被害出て、教会も救済の手助けをした。教会堂もオルター（祭壇）に被害が出たが、間もなく修復された。
2022年7月から、梁凡偉司祭（Rev. Antony Fan-Wei Liang）が牧師を務めている。2023年5月には、台湾聖公会の年次総会が当教会で開催された。

## 参照項目
- 台湾の宗教
- 台湾聖公会
- カトリック花蓮教区 - 台湾・東海岸のカトリックの教区